# Diribe Welteji
Diribe Welteji, née le 13 mai 2002, est une athlète éthiopienne, spécialiste du 800 mètres et du 1 500 mètres.

## Biographie

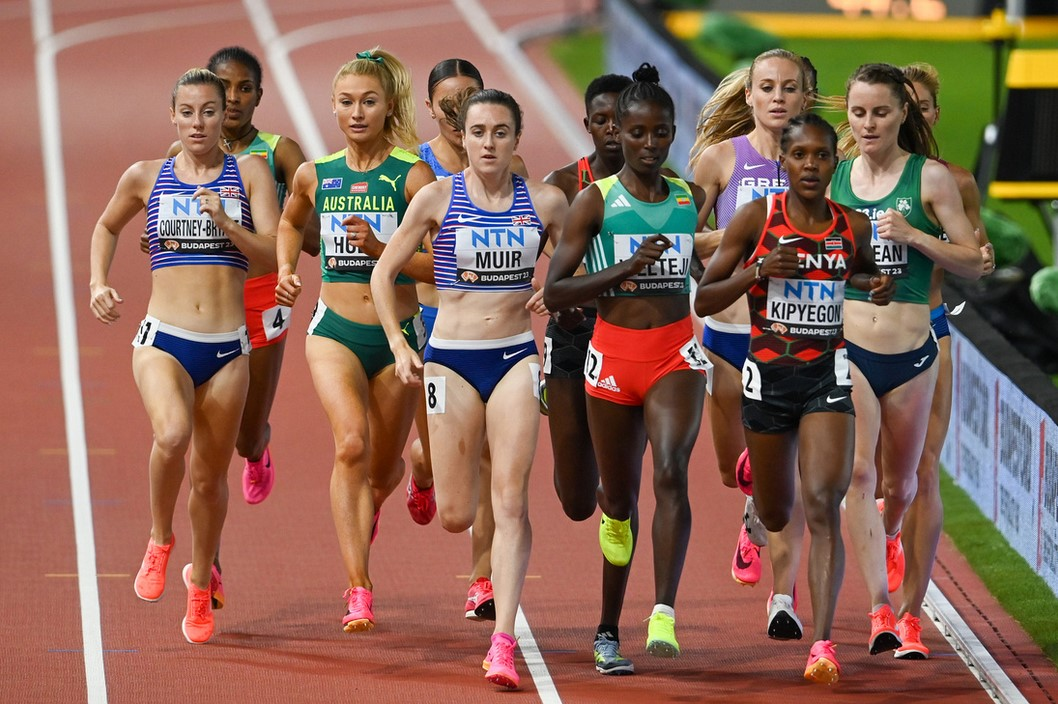
Diribe Welteji lors des championnats du monde 2023.

En catégorie junior, elle remporte la médaille d'or aux 800 m aux championnats du monde juniors de 2018, et la médaille d'or du 1 500 m aux championnats d'Afrique juniors de 2019. Elle participe à l'âge de 17 ans au 800 m des championnats du monde 2019 à Doha et s'incline en demi-finale.
En 2021, elle remporte la médaille d'argent du 1 500 m aux championnats du monde juniors. Lors des Jeux olympiques de Tokyo, l'Éthiopienne est éliminée dès les séries du 1 500 m.
Elle se classe quatrième du 800 m des championnats du monde 2022 à Eugene en portant son record personnel à 1 min 57 s 02.
Diribe Welteji remporte la médaille d'argent du 1 500 m lors des championnats du monde 2023 à Budapest, s'inclinant devant la Kényane Faith Kipyegon. En septembre, elle prend la deuxième place de la finale de la Ligue de diamant 2023, devancée une nouvelle fois sur 1 500 m par Faith Kipyegon. En octobre 2023, elle remporte l'épreuve du mile des championnats du monde de course sur route à Riga, en établissant un nouveau record du monde en 4 min 20 s 98.

## Palmarès
| Date | Compétition                               | Lieu             | Résultat | Épreuve | Temps         |
| ---- | ----------------------------------------- | ---------------- | -------- | ------- | ------------- |
| 2018 | Championnats du monde juniors             | Tampere          | 1re      | 800 m   | 1 min 59 s 74 |
| 2019 | Championnats d'Afrique juniors            | Abidjan          | 1re      | 1 500 m | 4 min 11 s 59 |
| 2021 | Championnats du monde juniors             | Nairobi          | 2e       | 1 500 m | 4 min 16 s 39 |
| 2022 | Championnats du monde                     | Eugene           | 4e       | 800 m   | 1 min 57 s 02 |
| 2023 | Championnats du monde                     | Budapest         | 2e       | 1 500 m | 3 min 55 s 69 |
| 2023 | Ligue de diamant                          | Ligue de diamant | 2e       | 1 500 m | 3 min 53 s 93 |
| 2023 | Championnats du monde de course sur route | Riga             | 1re      | Mile    | 4 min 20 s 98 |
| 2024 | Championnats du monde en salle            | Glasgow          | 5e       | 1 500 m | 4 min 3 s 82  |
| 2024 | Jeux olympiques                           | Paris            | 4e       | 1 500 m | 3 min 52 s 75 |

## Records
| Épreuve              | Temps              | Lieu   | Date             |
| -------------------- | ------------------ | ------ | ---------------- |
| 800 m                | 1 min 57 s 02      | Eugene | 24 juillet 2022  |
| 800 m piste courte   | 2 min 2 s 64       | Liévin | 10 février 2019  |
| 1 500 m              | 3 min 51 s 44      | Eugene | 5 juillet 2025   |
| 1 500 m piste courte | 3 min 55 s 47      | Toruń  | 6 février 2024   |
| Mile                 | 4 min 23 s 76      | Astana | 27 janvier 2024  |
| Mile sur route       | 4 min 20 s 98 (WR) | Riga   | 1er octobre 2023 |